# Hal Hickel
Hal Hickel é um supervisor de efeitos visuais estadunidense. Venceu o Oscar de melhores efeitos visuais na edição de 2007 pelo filme Pirates of the Caribbean: Dead Man's Chest; dez anos depois, foi indicado novamente por Rogue One: A Star Wars Story.